# Damiano Damiani
Damiano Damiani (Pasiano di Pordenone, 23 luglio 1922 – Roma, 7 marzo 2013) è stato un regista, saggista, attore e sceneggiatore italiano.

## Biografia
Segnalatosi con la trilogia psicologica Il rossetto (1960), Il sicario (1961) e L'isola di Arturo (1962), tratto dall'omonimo romanzo di Elsa Morante, e quindi con Quién sabe? (1967), protagonista Gian Maria Volonté.
Insieme a Francesco Rosi e Elio Petri, fu poi esponente del filone di denuncia e politico-civile, con Il giorno della civetta (1968), tratto dall'omonimo romanzo di Leonardo Sciascia, Confessione di un commissario di polizia al procuratore della repubblica (1971), forse il suo esito migliore, L'istruttoria è chiusa: dimentichi (1972), Perché si uccide un magistrato (1974), Io ho paura (1977), L'avvertimento (1980), Amityville Possession (1982), Pizza Connection (1985), L'inchiesta (1986), Il sole buio (1989), L'angelo con la pistola (1992). Scelse di ambientare molti dei suoi film in Sicilia, in particolare a Palermo.
Per la televisione diresse, tra l'altro, gli sceneggiati La piovra (1984) e Il treno di Lenin (1990). A metà degli '40 Damiani ebbe anche un'esperienza come fumettista realizzando testi e disegni dell'album Bogart il giustiziere num.29 della collana Uragano, poi ripubblicato nel 1968, nel numero 18 della rivista "Sergente Kirk". Morì nella sua casa romana, di via delle Terme Deciane 2, il 7 marzo 2013 all'età di 90 anni per un'insufficienza respiratoria. Il funerale fu celebrato il 9 marzo nella chiesa di Santa Prisca all'Aventino; riposa nel cimitero Flaminio a Roma.

## Filmografia

Franco Nero e Claudia Cardinale ne Il giorno della civetta (1968)

### Regista

#### Cinema
- Il rossetto (1960)
- Il sicario (1961)
- L'isola di Arturo (1962)
- La rimpatriata (1963)
- La noia (1963)
- La strega in amore (1966)
- Quién sabe? (1966)
- Il giorno della civetta (1968)
- Una ragazza piuttosto complicata (1969)
- La moglie più bella (1970)
- Confessione di un commissario di polizia al procuratore della repubblica (1971)
- L'istruttoria è chiusa: dimentichi (1971)
- Girolimoni, il mostro di Roma (1972)
- Il sorriso del grande tentatore (1974)
- Un genio, due compari, un pollo (1975)
- Perché si uccide un magistrato (1975)
- Io ho paura (1977)
- Goodbye & Amen (1977)
- Un uomo in ginocchio (1979)
- L'avvertimento (1980)
- Amityville Possession (1982)
- Pizza Connection (1985)
- L'inchiesta (1986)
- Gioco al massacro (1989)
- Il sole buio (1990)
- L'angelo con la pistola (1992)
- Alex l'ariete (2000)
- Assassini dei giorni di festa (2002)

#### Televisione
- Parole e sangue – film TV (1982)
- La piovra – miniserie TV (1984)
- Il treno di Lenin – sceneggiato televisivo (1988)
- Un uomo di rispetto – film TV (1992)
- Una bambina di troppo – film TV (1995)
- Ama il tuo nemico – miniserie TV (1999)
- Ama il tuo nemico 2 – miniserie TV (2001)

#### Documentari
- La banda d'Affori (1947)
- Le giostre (1954)
- Bambini doppiatori (1957)

### Sceneggiatore
- Uomini senza domani, regia di Gianni Vernuccio (1948)
- La Venere di Cheronea, regia di Viktor Turžanskij e Giorgio Venturini (1957)
- Il sepolcro dei re, regia di Fernando Cerchio (1960)
- I cosacchi, regia di Giorgio Rivalta e Viktor Turžanskij (1960)

### Attore
- L'istruttoria è chiusa: dimentichi, regia di Damiano Damiani (1971) - non accreditato
- Il delitto Matteotti, regia di Florestano Vancini (1973)
- Perché si uccide un magistrato, regia di Damiano Damiani (1974) - non accreditato
- Io ho paura, regia di Damiano Damiani (1977)
- Pizza Connection, regia di Damiano Damiani (1984)
- Onorevoli Detenuti, regia di Giancarlo Planta (1998)

### Scenografo
- Uomini senza domani, regia di Gianni Vernuccio (1948)

## Riconoscimenti
- David di Donatello
  - 1968 – Targa d'oro per Il giorno della civetta
  - 1987 – Premio Alitalia

- Festival cinematografico internazionale di Mosca
  - 1971 – Gran premio per Confessione di un commissario di polizia al procuratore della repubblica

- Festival internazionale del cinema di San Sebastián
  - 1962 – Concha de Oro per L'isola di Arturo